# Bezirk Nowy Sącz

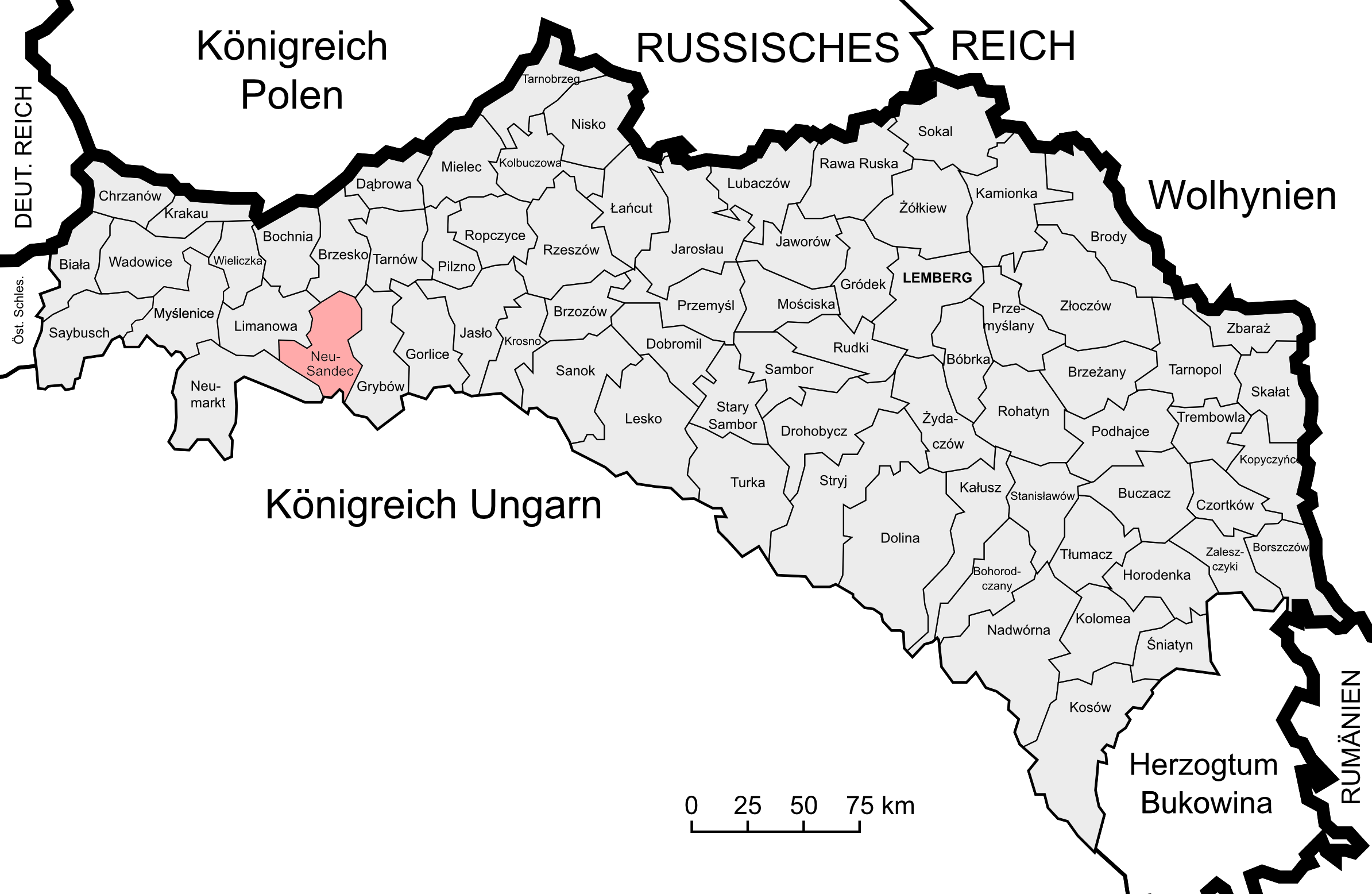
Lage des Bezirks Nowy Sącz im Kronland Galizien und Lodomerien

Der Bezirk Nowy Sącz (bis etwa 1910 Bezirk Neusandec oder Bezirk Neusandez) war ein politischer Bezirk im Kronland Galizien und Lodomerien. Sein Gebiet umfasste Teile Westgaliziens im heutigen Polen (Powiat Nowy Sącz), Sitz der Bezirkshauptmannschaft war die Stadt Nowy Sącz. Nach dem Ersten Weltkrieg musste Österreich den gesamten Bezirk an Polen abtreten, hier sind große Teile heute im Powiat Nowosądecki zu finden.
Er grenzte im Norden an den Bezirk Brzesko, im Nordosten an den Bezirk Tarnów, im Osten an den Bezirk Gorlice, im Süden an das Königreich Ungarn, im Westen an den Bezirk Nowy Targ sowie im Nordwesten an den Bezirk Limanowa.

## Geschichte
Ein Vorläufer des späteren Bezirks (Verwaltungs- und Justizbehörde zugleich) wurde zum Ende des Jahres 1850 geschaffen, die Bezirkshauptmannschaft Neu-Sandec war dem Regierungsgebiet Krakau unterstellt und umfasste folgende Gerichtsbezirke:
- Gerichtsbezirk Neu-Sandec
- Gerichtsbezirk Limanow
- Gerichtsbezirk Zbyszyce
- Gerichtsbezirk Krynica

Nach der Kundmachung im Jahre 1854 kam es am 29. September 1855 zur Einrichtung des Bezirksamtes Neu-Sandec (weiterhin für Verwaltung und Gerichtsbarkeit zuständig) innerhalb des Kreises Sandec.
Nachdem die Kreisämter Ende Oktober 1865 abgeschafft wurden und deren Kompetenzen auf die Bezirksämter übergingen, schuf man nach dem Österreichisch-Ungarischen Ausgleich 1867 auch die Einteilung des Landes in zwei Verwaltungsgebiete ab. Zudem kam es im Zuge der Trennung der politischen von der judikativen Verwaltung zur Schaffung von getrennten Verwaltungs- und Justizbehörden. Während die gerichtliche Einteilung weitgehend unberührt blieb, fasste man Gemeinden mehrerer Gerichtsbezirke zu Verwaltungsbezirken zusammen. 
Der neue politische Bezirk Neu-Sandec wurde aus folgenden Bezirken gebildet:
- Bezirk Neu-Sandec (mit 67 Gemeinden)
- Bezirk Alt-Sandec (mit 44 Gemeinden)
- Teilen des Bezirks Krościenko (mit 14 Gemeinden)
- Teilen des Bezirks Krynica (mit 27 Gemeinden)
- Teilen des Bezirks Ciężkowice (mit 17 Gemeinden)
- Teilen des Bezirks Limanowa (Gemeinden Jadamwoła, Stankowa, Zbikowice, Krasne)
- Teilen des Bezirks Grybów (Gemeinde Trzycierz)

Der Bezirk Nowy Sącz bestand bei der Volkszählung 1910 aus 175 Gemeinden sowie 128 Gutsgebieten und umfasste eine Fläche von 1262 km². Hatte die Bevölkerung 1900 noch 119.773 Menschen umfasst, so lebten hier 1910 131.366 Menschen. Auf dem Gebiet lebten dabei mehrheitlich Menschen mit polnischer Umgangssprache (86 %) und römisch-katholischem Glauben, Juden machten rund 9 % der Bevölkerung aus (der größte Anteil in Załubińcze – ab 1903 in Nowy Sącz eingemeindet).

## Ortschaften
Auf dem Gebiet des Bezirks bestanden im Jahr 1900 Bezirksgerichte in Muszyna, Nowy Sącz und Stary Sącz, denen folgende Ortschaften zugeordnet waren:
Gerichtsbezirk Muszyna (23 Ortsgemeinden):
- Dubne
- Jastrzębik
- Jędrzejówka
- Krynica
- Krzyżówka
- Leluchów
- Łosie
- Milik
- Mochnaczka Niżna
- Mochnaczka Wyżna
- Markt Muszyna
- Muszynka
- Powroźnik
- Roztoka Wielka
- Słotwiny
- Szczawnik
- Markt Tylicz
- Wierchomla Mała
- Wierchomla Wielka
- Wójkowa
- Żegiestów
- Złockie
- Zubrzyk

Gerichtsbezirk Nowy Sącz (Neu Sandez, 90 Ortsgemeinden):
- Bącza
- Barnowiec
- Bartkowa
- Białowoda
- Biczyce Niemieckie
- Biczyce Polskie
- Bilsko
- Chełmiec Polski
- Chomranice
- Chruślice
- Czaczów
- Dąbrowa bestehend aus den Ortsteilen Dąbrowa und Klimkówka
- Dąbrówka Niemiecka
- Dąbrówka Polska
- Falkowa
- Frycowa
- Gołąbkowice
- Hombrzyska
- Hundsdorf, Chełmiec Niemiecki
- Hutweide, Gaj
- Janczowa
- Januszowa
- Jasienna
- Jelna
- Klęczany
- Kobyle
- Kotów
- Krasne Potockie
- Kunów
- Kurów
- Łabowa
- Łabowiec
- Łęg
- Łęka ad Siedlce
- Łęki ad Kąty
- Librantowa
- Lipie
- Łososina Dolna
- Łyczana
- Maciejowa
- Marcinkowice
- Michalczowa
- Miłkowa
- Naściszowa
- Nawojowa
- Niskowa
- Nowa Wieś
- Stadt Nowy Sącz (Neusandez)
- Paszyn
- Piątkowa
- Podole
- Popardowa
- Poręba Mała
- Przydonica bestehend aus den Ortsteilen Glinik und Przydonica
- Rąbkowa
- Rdziostów
- Rożnów bestehend aus den Ortsteilen Bujne, Radajowice, Rożnów und Zagórze
- Roztoka
- Roztoka Mała
- Rybień
- Siedlce
- Sienna
- Składziste
- Skrzętla bestehend aus den Ortsteilen Rojówka und Skrzętla
- Słowikowa
- Stańkowa
- Świdnik
- Świniarsko
- Tabaszowa
- Tęgoborze bestehend aus den Ortsteilen Just und Tęgoborze
- Tropie
- Trzetrzewina
- Trzycierz
- Uhryn
- Wielogłowy bestehend aus den Ortsteilen Ubiad und Wielogłowy
- Wielopole
- Wilkonosza
- Witowice Dolne
- Witowice Górne
- Wola Kurowska
- Wronowice
- Zabełcze
- Załubińcze
- Zawada
- Zawadka
- Żbikowice
- Markt Zbyszyce
- Żeleźnikowa
- Złotne
- Znamirowice

Gerichtsbezirk Stary Sącz (Alt Sandez, 54 Ortsgemeinden):
- Stadt Altsandez, Stary Sącz
- Barcice
- Brzezna
- Brzyna
- Chochorowice
- Czarny Potok
- Czerniec
- Szczereż, Ernsdorf
- Gaboń
- Gołkowice Niemieckie
- Gołkowice Polskie
- Gostwica
- Jazowsko
- Juraszowa
- Kadcza
- Kiczna
- Kokuszna
- Łącko
- Laufendorf, Biegonice
- Łazy Biegonice
- Łomnica
- Maszkowice
- Młodów
- Mokra Wieś
- Mostki
- Moszczenica Niżna
- Moszczenica Wyżna
- Myślec
- Naszacowice
- Neudörfl, Podmajerz
- Obidza
- Obłazy
- Olszana
- Olszanka
- Opalana
- Markt Piwniczna
- Podegrodzie
- Podrzecze
- Popowice
- Przysietnica
- Rogi
- Roztoka Ryterska
- Rytro
- Skrudzina
- Stadło
- Sucha Struga
- Świerkla
- Wiesendorf, Łączki
- Wola Kosnowa
- Wola Krogulecka
- Wola Piskulina
- Zabrzeż
- Zagorzyn
- Zarzecze